# Bent Rasmussen
Bent Rasmussen, (26. november 1932 – 6. november 2009)  var socialdemokratisk medlem af Kolding Byråd fra 1. april 1966 til 30. august 1985 og borgmester i Kolding Kommune fra 1. april 1977 til 30. august 1985.

## Barndom
Bent Rasmussen blev født i Konsul Grausgade 41 i Kolding den 26. november 1932. Det var et fattigt kvarter præget af dårlige og fugtige boliger. Mange børn fra kvarteret blev sendt på sanatorium fordi de havde dårlige lunger, og hans ældste lillesøster, Lissie, døde af lungebetændelse i oktober 1938. Oplevelsen prægede ham resten af livet og lagde grunden til hans sociale engagement og store interesse for gode og sunde boliger til alle befolkningsgrupper.

## Fagbevægelsen
Han blev arbejdsdreng på FDB’s bolsje- og chokoladefabrik på sin fødselsdag i 1946, inden han den 15. September 1947 som 14-årig kom i lære som typograf på Kolding Folkeblad. Han blev hurtigt kasserer i lærlingeklubben og efter endt læretid bare 19 år gammel, blev han formand for håndsætterne. Det blev starten på en længere karriere i fagbevægelsen som formand for Typografernes Fagforening og formand for Fællesorganisationen i Kolding, der i dag hedder LO. Han blev formand i 1961 som kun 29-årig.

## Politik
Op til byrådsvalget i 1962 foreslog partifællen Peter Ravn ham som byrådskandidat, men da han på generalforsamlingen i Socialdemokratiet ikke havde været medlem i tre år som vedtægterne foreskrev, afviste generalforsamlingen at give dispensation, på trods af at bestyrelsen med formand Alex Jentsch i spidsen og spidskandidat Peter Ravn anbefalede det.
Først i 1966 blev han opstillet til byrådet og valgt. Han steg hurtigt i graderne og blev bl.a. formand for Boligudvalget og Teknisk Udvalg, gruppeformand og viceborgmester.
Sideløbende var han Arbejdsformidlingschef i Kolding og medlem af Boligselskabet Lejerbos bestyrelse og siden Lejerbos hovedbestyrelse, hvor han var medlem i 15 år og aktivt kunne udfolde sin store interesse for gode og sunde boliger.
I 1977 overtog han borgmesterstolen efter Peter Ravn, der trak sig tilbage på grund af sygdom. Den socialdemokratiske gruppe udgjorde dengang 14 af 25 byrådsmedlemmer.
Som borgmester satsede han stærkt på erhvervslivet og det sikrede i 1981 Kolding titlen som »Årets By« – for forbedring af erhvervsvilkår og etablering af nye virksomheder. Hans hjerte brændte også for sporten og det nød bl.a. fodbolden og Kolding Idræts Forening godt af.
Bent Rasmussen forlod efter otte år og to store valgsejre borgmesterstolen 30. August 1985, hvor han overlod posten til Per Bødker Andersen.

## Lejerbo
Umiddelbar derefter blev han ansat i Boligselskabet Lejerbo som regionschef med ansvar for nybyggeri i Jylland og på Fyn, hvor han gennem ti år stod for mange byggerier.

## Familie
Han blev gift med Annalise i maj 1961, hvor de flyttede ind på Kikkenborgvej 12. Første barn, sønnen Lars, født 26. oktober 1961, var socialdirektør i Kolding Kommune. Andet barn, datteren Lene, blev født 18. februar 1963. I 1972 fødtes det tredje og sidste barn, Søren Rasmussen, der efter kommunevalget i 2013 var viceborgmester i Kolding Kommune for Dansk Folkeparti.

## Død
Bent Rasmussen sov stille ind på Odense Universitetshospital, den 6. November 2009 omkring klokken 19.00. Han er efter eget ønske begravet i sine bedsteforældres, Marie og Adolf Rasmussens, familiegravsted på Kolding gamle kirkegård. Bisættelsen fandt sted fra Skt. Nicolai Kirke, Kolding, torsdag den 12. November 2009.

## Selvbiografi
Kolding Stadsarkiv udgav i 1997 Bent Rasmussens selvbiografi "Altid på vej". ISBN 87-88966-19-4

## Øvrig litteratur med omtale af Bent Rasmussen
- ”Fra Hvidtfeldts tid til vore dage…” forfatter Eskild Jørgensen af Socialdemokratiet i Kolding i 1976. Uden ISBN.
- ”Kolding i det tyvende århundrede indtil kommune sammenlægningen i 1970” af Vejle Amts Historiske selskab udgivet i 1982.
- ”Kolding før og nu – en by i billeder” forfattere Birgitte og Poul Dedenroth-Schou udgivet på Midtjysk Forlag i 1986. ISBN 87-88016-32-3.
- ”Om hundrede år er alting glemt” forfattere Per Andersen og Tage Christensen udgivet af Socialdemokratisk Forening i Kolding i 1986. ISBN 87-982275-1-3.
- ”Peter Ravn: Erindringer” forfatter Peter Ravn udgivet af Kolding Stadsarkiv i 1991. ISBN 87-88966-09-7.
- ”Koldingensere fortæller – 1992” forfatter Lars Gregers Hansen udgivet af PR Centret i 1992. ISBN 87-88496-11-2.
- ”Svend Christensen: Erindringer”, forfatter Svend Christensen udgivet i 1995. ISBN 87-88966-14-3.
- ”Glimt af livet i Kolding i 100 år” forfatter Birgitte Dedenroth-Schou udgivet af Kolding Stadsarkiv i 1996. ISBN 87-88966-18-6.
- ”Teknisk Forvaltning 1898 - 1998” forfatter Birgitte Dedenroth-Schou, Martin Gubi og Jens Åge S. Petersen udgivet af Kolding Stadsarkiv i 1998. ISBN 87-88966-20-8.
- ”Kaffetræ i vækst” forfatter Martin Jes Iversen udgivet af Merrild Kaffe A/S i 1999. ISBN 87-987451-0-7.
- ”Socialforvaltningen 1899 - 1999” forfattere Birgitte Dedenroth-Schou og Jens Åge S. Petersen udgivet af Kolding Stadsarkiv i 1999. ISBN 87-88966-21-6.
- ”Rådhus og Bystyre i Kolding 1500-2000” forfatter Birgitte Dedenroth-Schou udgivet af Kolding Stadsarkiv i 2000. ISBN 87-88966-23-2.
- ”Indblik fra sidelinjen” forfatter N. E. Thrane udgivet på forlaget Birmar i 2001. ISBN 87-90617-79-7
- "Sejlklubben, byen, fjorden" forfatter Per Hjort udgivet af Kolding Sejlklub i 2006. ISBN 978-87-992440-0-3.
- "Kolding Golf Club 75 år" udgivet af Kolding Golf Club i 2008. Uden ISBN.
- "Fremad og altid huske - LO Kolding 125 år" forfatter Erik Voss udgivet af LO Kolding i 2011. ISBN 978-87-994564-0-6.
- "Iværksætterne" forfatter Helle Juel udgivet af Kolding Stadsarkiv i 2018. ISBN 978-87-88966-36-7.